# Lourdes
Lourdes (Lorda in Occitaans) is een stad in het departement Hautes-Pyrénées in Frankrijk. De stad is gesitueerd in het zuiden tussen in de uitlopers naast de bergen van de Pyreneeën en de Gave de Pau. Lourdes had op 1 januari 2022 13.266 inwoners. Het is de grootste katholieke bedevaartplaats in Frankrijk.

## Bedevaartsoord

### Geschiedenis
In 1858 verklaarde Bernadette Soubirous, toen 14 jaar oud, tussen 11 februari en 16 juli van dat jaar verschillende verschijningen te hebben gezien van "een witte dame" in de buiten het dorp liggende grot van Massabielle. Achttien verschijningen die niet lang daarna door kerkelijke hoogwaardigheidsbekleders werden beschouwd als die van de Heilige Maagd Maria. Bernadette heeft overigens nooit gezegd dat zij Maria had gezien. Zij sprak van een mooi meisje, ongeveer van haar eigen leeftijd, ongeveer even lang, in het wit, met wie zij oog in oog sprak als waren zij vriendinnen. Zij vroeg wel naar haar naam, maar dan glimlachte de verschijning. Pas op 25 maart bij de 16e verschijning onthulde "Aquero" (zo noemde zij de verschijning) haar naam (in het plaatselijk dialect): "ik ben de Onbevlekte Ontvangenis". Zij bracht in elk geval deze "naam", deze zin, die zij niet begreep - hem aldoor repeterend - aan pastoor Abbé Peyramale over, die erdoor van de echtheid van de verschijningen overtuigd raakte. Hoe kon zo'n ongeletterd boerenmeisje die alleen onder geestelijken en theologen bekende term kennen?
De witte dame vroeg Bernadette boete te doen voor de zondaars, om te bidden en om aan de priesters te vragen om een kapel. Ze liet haar de bron ontdekken waar ze zich met het aanvankelijk modderige water moest wassen.
In 1866 trad Bernadette als kloosterling onder de naam Marie-Bernard in bij de 'Sœurs de la Charité van Saint-Gildars' in Nevers, ze overleed daar 1879 op 35-jarige leeftijd. In 1933 heilig verklaard als Sint-Bernadette, patroonheilige van zieken en armen. 
In 1864 werd er een standbeeld opgericht ter ere van Onze-Lieve-Vrouw van Lourdes bij de plaats van de verschijningen in de grot. Er werd een kapel gebouwd die al spoedig te klein werd en ging dienen als crypte voor de eerste basiliek, de Basiliek van de Onbevlekte Ontvangenis. In de loop der jaren kwamen hier nog twee basilieken bij en verschillende andere gebouwen, die thans alle deel uitmaken van het Heiligdom van Onze-Lieve-Vrouw van Lourdes.

### Genezingen
De Rooms-Katholieke Kerk heeft verschillende wonderbaarlijke genezingen erkend. Hiervoor werd in 1905 het Bureau van de medische vaststellingen en in 1947 het Internationaal Medisch Comité van Lourdes opgericht.
Op 11 februari 2018 werd door bisschop Jacques Benoit-Gonnin de 70e officiële wonderbaarlijke genezing erkend.

### Bedevaarten
Het hele jaar door maar vooral vanaf maart tot en met oktober komen pelgrims uit heel Europa, maar ook uit andere delen van de wereld, naar het heiligdom van Onze-Lieve-Vrouw van Lourdes om er te bidden en zich te laven aan of te wassen met het bronwater bij de grot waaraan heilzame kwaliteiten toegedicht worden. Op 11 februari wordt in de katholieke kerk Onze Lieve Vrouw van Lourdes gevierd, dus niet zozeer de verschijningen, maar de Moeder Gods. Vooral de lichtprocessies en de sacramentsprocessies zijn publiekstrekkers.

### Nabootsing
Er zijn veel plaatsen, voornamelijk in Europa, waar de grot van Lourdes nagebouwd is.

## Galerij

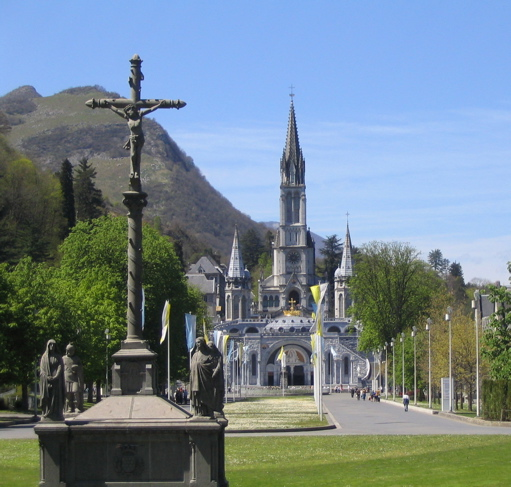
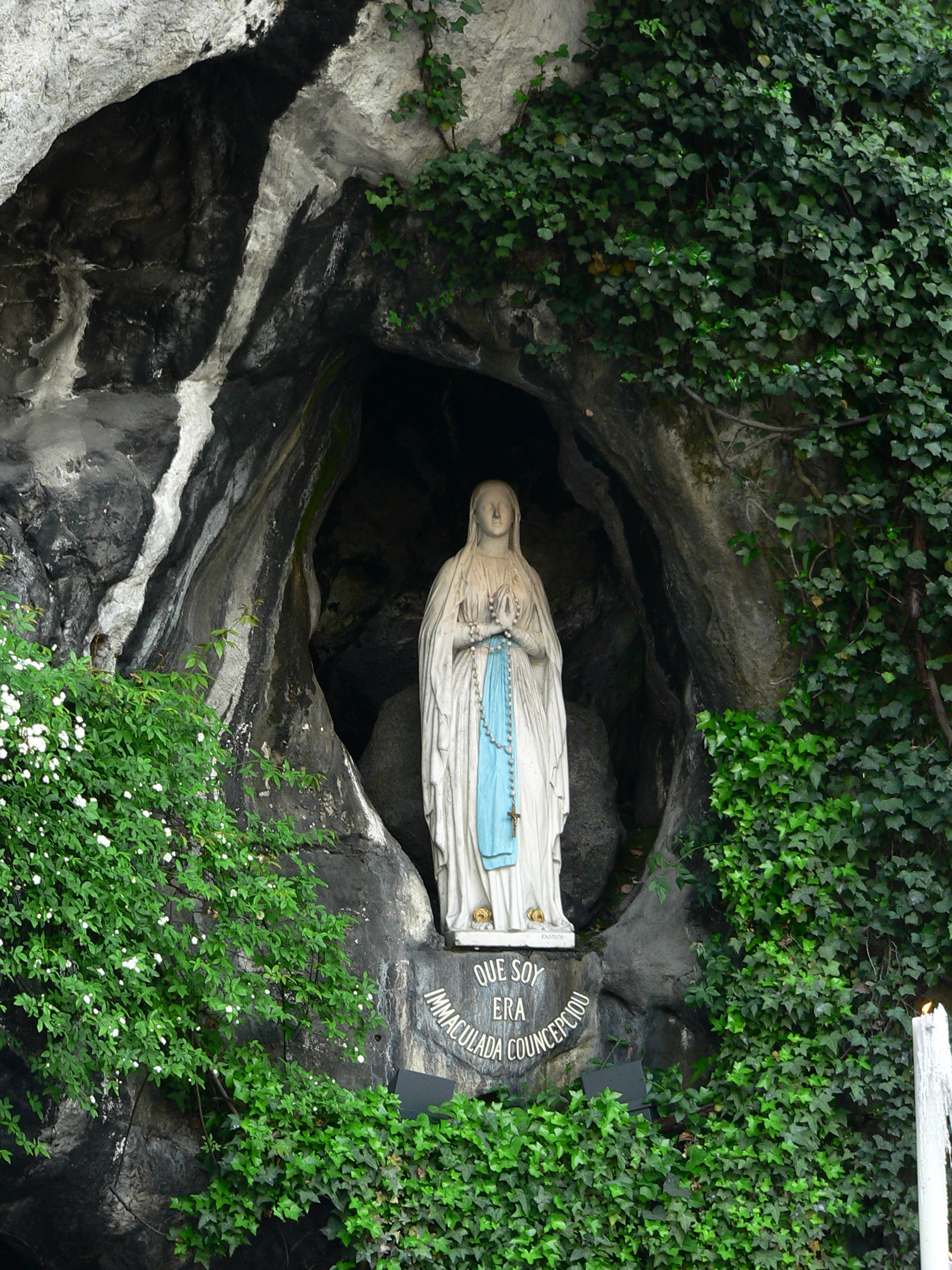
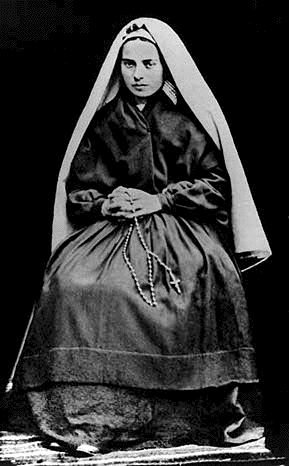
Bernadette Soubirous
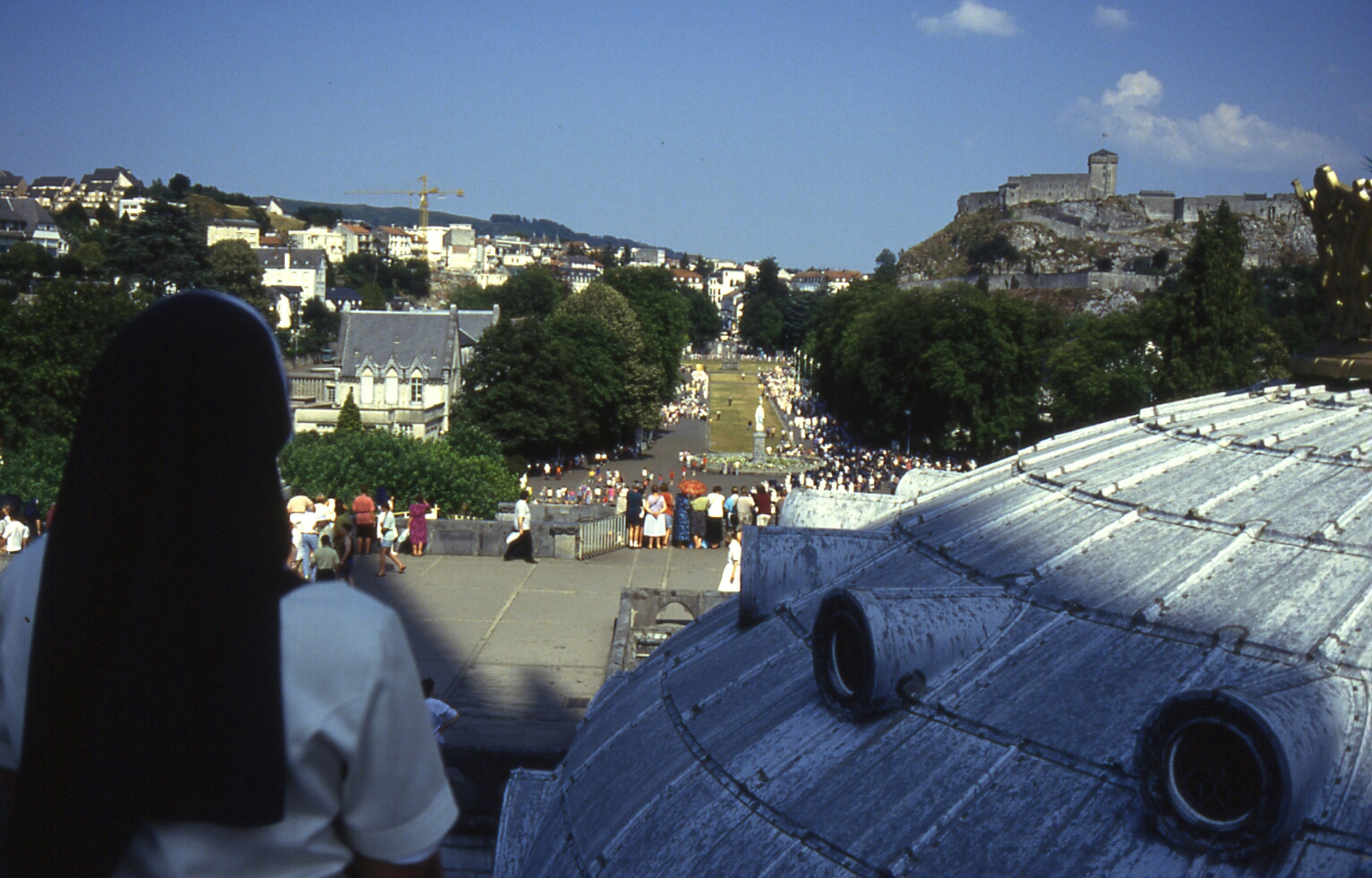
Lourdes 1994
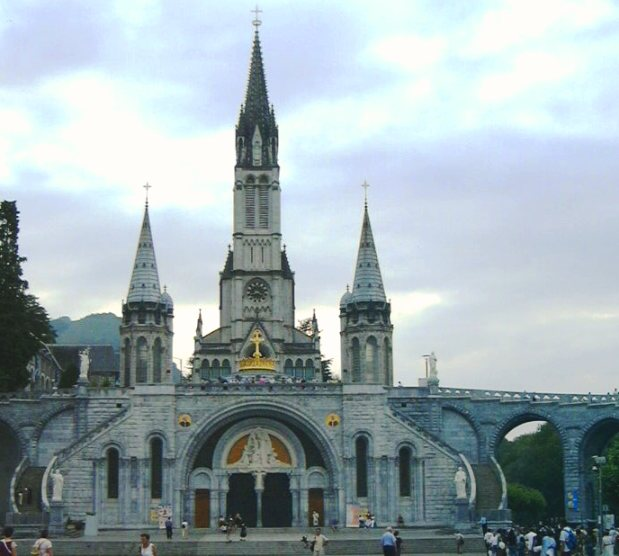
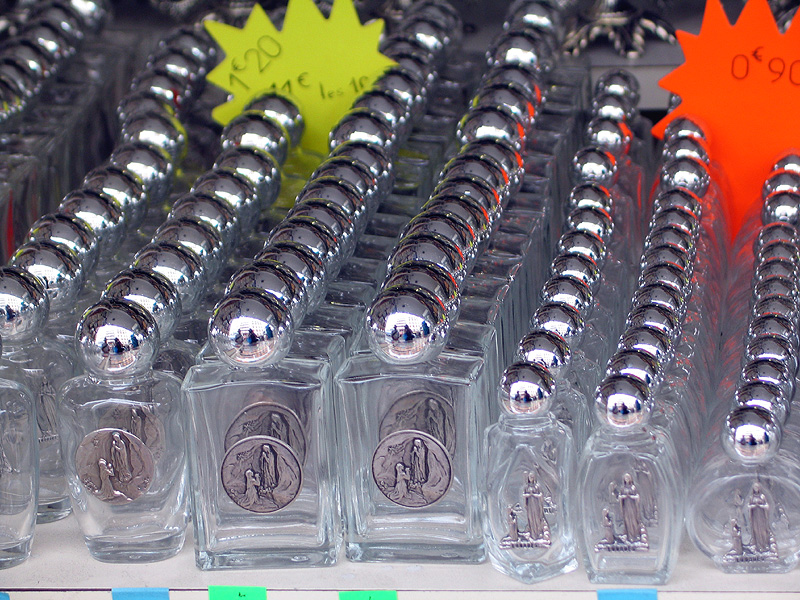

## Cultuur
Sinds 1920 is het Musée pyrénéen gevestigd in het kasteel van Lourdes, dat werd gebouwd tussen de 14e en 16e eeuw. Het museum is erkend als Musée de France en is gewijd de volkskunst en tradities van de bevolking van de Pyreneeën.

## Geografie
De oppervlakte van Lourdes bedroeg op 1 januari 2022 36,94 vierkante kilometer; de bevolkingsdichtheid was toen 359,1 inwoners per km². In de gemeente ligt het spoorwegstation Lourdes. Tot 2017 kwam de bedevaarttrein uit Maastricht hier.
De onderstaande kaart toont de ligging van Lourdes met de belangrijkste infrastructuur en aangrenzende gemeenten.

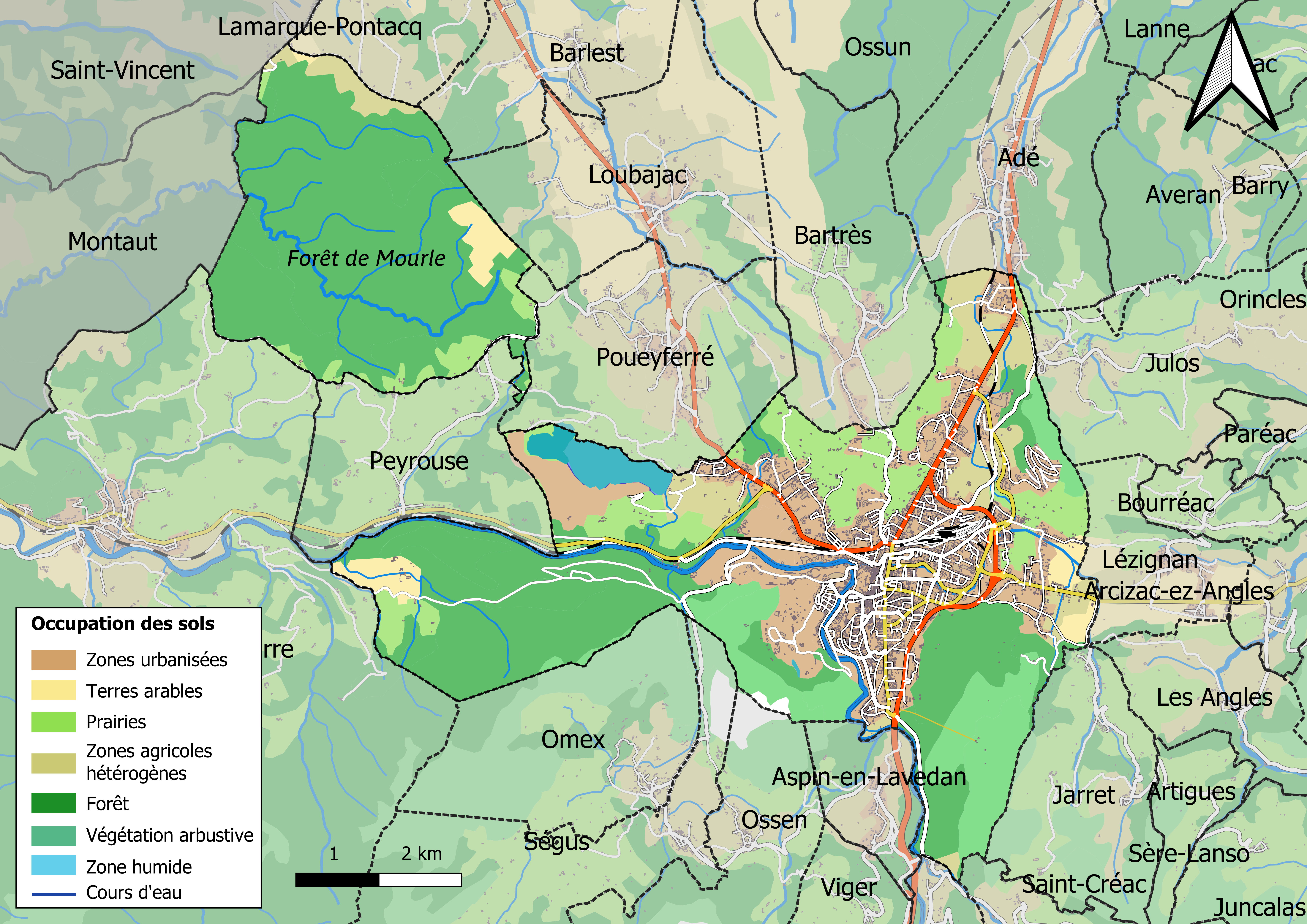

## Demografie
Onderstaande figuur toont het verloop van het inwonertal (bron: INSEE-tellingen).

## Sport
Lourdes is zes keer etappeplaats geweest in de wielerkoers Ronde van Frankrijk. Daarbij fungeerde het twee keer als aankomstplaats van een etappe. De ritwinnaars in Lourdes zijn Gino Bartali (1948) en Thor Hushovd (2011). Voorlopig voor het laatst startte er in 2022 een etappe.

## Geboren
- Bernadette Soubirous (1844-1879), heilige
- Philippe Douste-Blazy (1953), cardioloog en politicus